# Euphyia denigrata
Euphyia denigrata là một loài bướm đêm trong họ Geometridae.